# 墨脱玉叶金花
墨脱玉叶金花（学名：Mussaenda decipiens）为茜草科玉叶金花属下的一个种。